# Meloe brevicollis
La carraleja montana, Meloe brevicollis es un escarabajo de la familia Meloidae. Se creía que se había extinguido en el Reino Unido desde la década de 1940, debido a la agricultura intensiva. Sin embargo se encontró una pequeña población al sur de Devon.
En 2010 se encontraron 40 ejemplares en cuatro localidades de las islas Hébridas de Coll. El escarabajo no vuela y es un parásito de abejas solitarias. No se sabe como llegaron a las islas. Posteriormente se encontraron más ejemplares.